# 基瑟爾米爾巴赫河
48°58′31.84″N 12°56′49.47″E / 48.9755111°N 12.9470750°E
基瑟爾米爾巴赫河（德語：Kieselmühlbach），是德國的河流，位於該國東南部，由巴伐利亞負責管轄，屬於泰斯納赫河的支流，河道全長2.8公里，流經雷根縣。